# Boston Marathon 2017

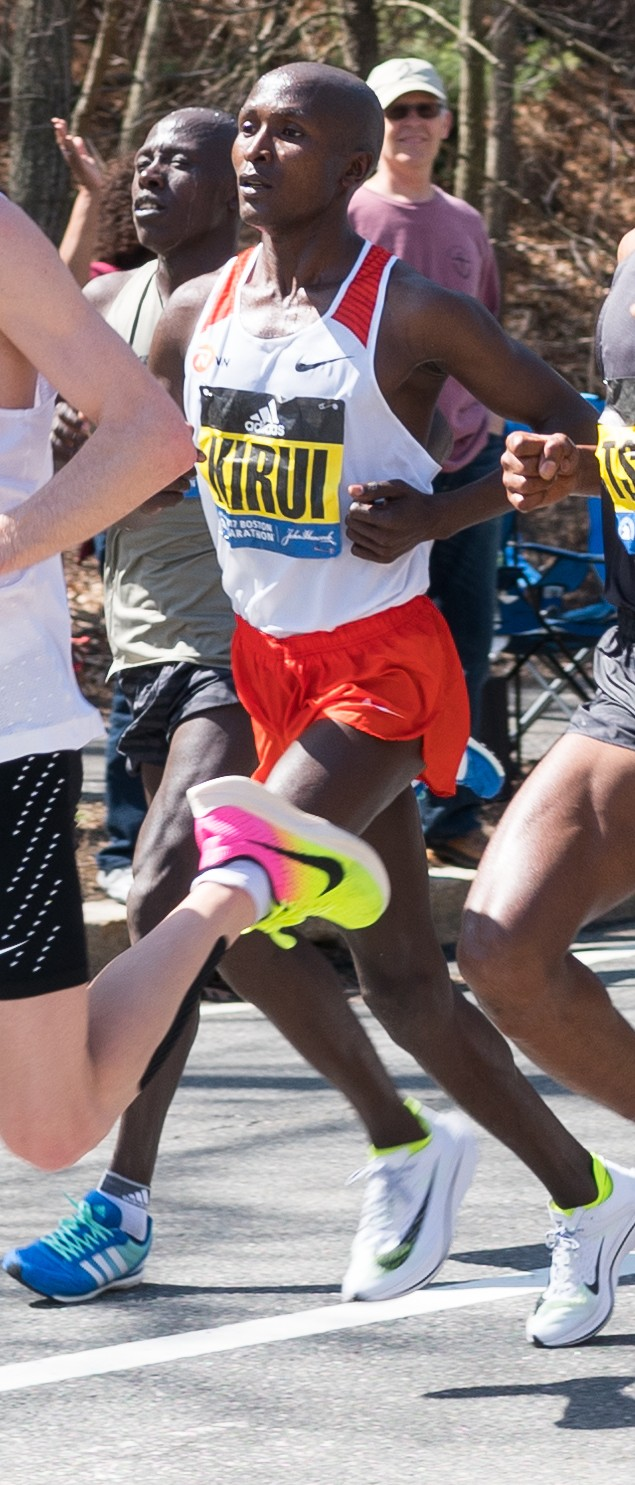
Geoffrey Kirui, winnaar bij de mannen

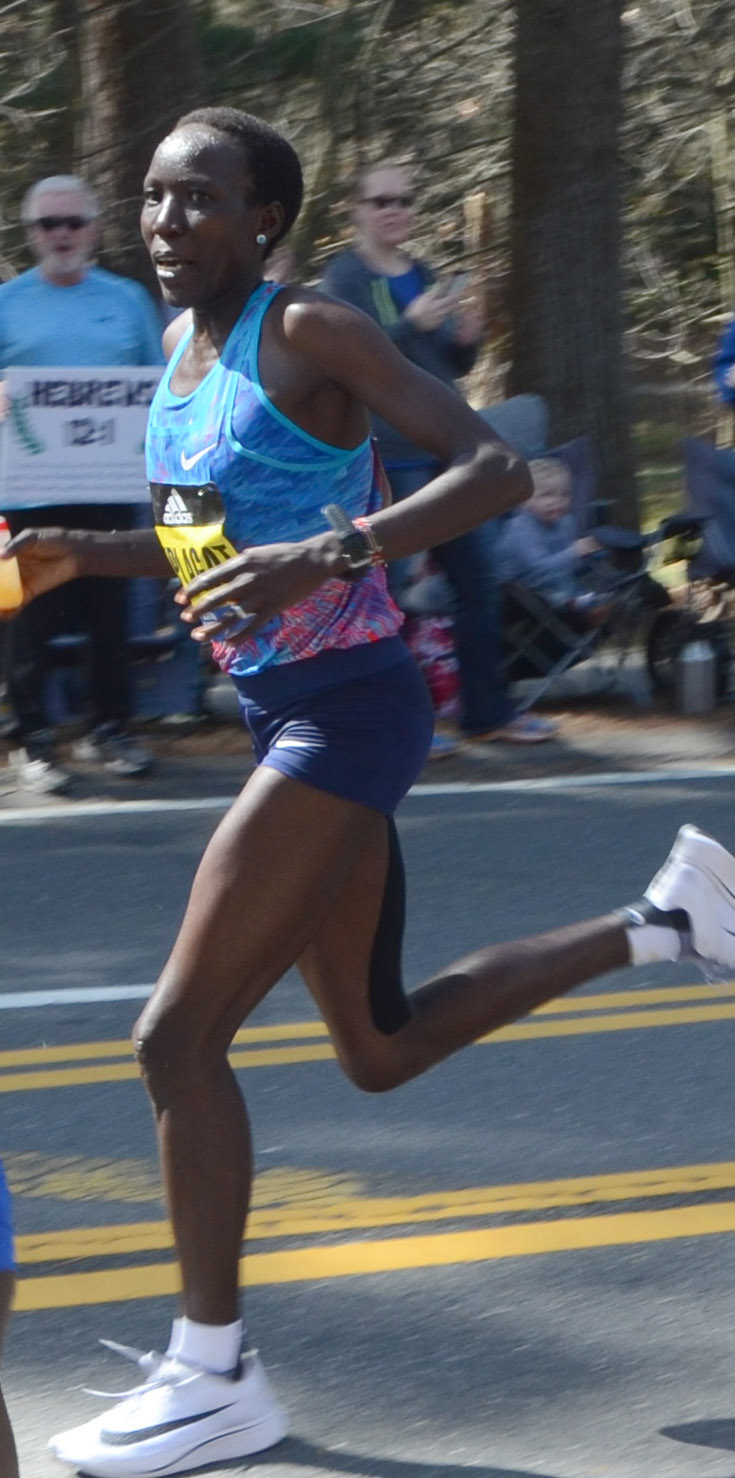
Edna Kiplagat, winnaar bij de vrouwen

De Boston Marathon 2017 werd gelopen op maandag 17 april 2017 in Boston. Het was de 121e editie van deze marathon.
De wedstrijd werd bij de mannen gewonnen door de Keniaan Geoffrey Kirui in 2:09.37 voor de Amerikaan Galen Rupp. Bij de vrouwen won de Keniaanse Edna Kiplagat in 2:21.52 voor Rose Chelimo uit Bahrein.
Kathrine Switzer liep op 70-jarige leeftijd de marathon met startnummer 261, hetzelfde nummer dat ze vijftig jaar eerder droeg en liep de marathon uit in 4:44.31. De wedstrijdorganisatie besliste daarna ter ere van Switzer het nummer 261 nooit meer uit te delen.

## Uitslagen

### Mannen
| rang   | naam             | land | tijd    |
| ------ | ---------------- | ---- | ------- |
| Goud   | Geoffrey Kirui   | KEN  | 2:09.37 |
| Zilver | Galen Rupp       | USA  | 2:09.58 |
| Brons  | Suguru Osako     | JPN  | 2:10.28 |
| 4      | Shadrack Biwott  | USA  | 2:12.08 |
| 5      | Wilson Chebet    | KEN  | 2:12.35 |
| 6      | Abdi Abdirahman  | USA  | 2:12.45 |
| 7      | Augustus Maiyo   | USA  | 2:13.16 |
| 8      | Dino Sefir       | ETH  | 2:14.26 |
| 9      | Luke Puskedra    | USA  | 2:14.45 |
| 10     | Jared Ward       | USA  | 2:15.28 |
| 11     | Sean Quigley     | USA  | 2:15.34 |
| 12     | Yemane Tsegay    | ETH  | 2:16.47 |
| 13     | Meb Keflezighi   | USA  | 2:17.00 |
| 14     | Cutbert Nyasango | ZIM  | 2:17.40 |
| 15     | Wesley Korir     | KEN  | 2:18.14 |

### Vrouwen
| rang   | naam               | land | tijd    |
| ------ | ------------------ | ---- | ------- |
| Goud   | Edna Kiplagat      | KEN  | 2:21.52 |
| Zilver | Rose Chelimo       | BRN  | 2:22.51 |
| Brons  | Jordan Hasay       | USA  | 2:23.00 |
| 4      | Desiree Linden     | USA  | 2:25.06 |
| 5      | Gladys Cherono     | KEN  | 2:27.20 |
| 6      | Valentine Kipketer | KEN  | 2:29.35 |
| 7      | Buzunesh Deba      | ETH  | 2:30.58 |
| 8      | Brigid Kosgei      | KEN  | 2:31.48 |
| 9      | Diane Nukuri       | BDI  | 2:32.24 |
| 10     | Ruti Aga           | ETH  | 2:33.26 |
| 11     | Lindsey Flanagan   | USA  | 2:34.44 |
| 12     | Danna Herrick      | USA  | 2:34.53 |
| 13     | Esther Atkins      | USA  | 2:36.11 |
| 14     | Dot McMahan        | USA  | 2:36.28 |
| 15     | Teresa McWalters   | USA  | 2:36.30 |

### Mannen
| rang   | naam              | land | tijd    |
| ------ | ----------------- | ---- | ------- |
| Goud   | Marcel Hug        | SUI  | 1:18.04 |
| Zilver | Ernst van Dyk     | RSA  | 1:18.04 |
| Brons  | Hiroyuki Yamamoto | JPN  | 1:19.32 |
| 4      | Kurt Fearnley     | AUS  | 1:20.28 |
| 5      | Hiroki Nishida    | JPN  | 1:20.28 |

### Vrouwen
| rang   | naam              | land | tijd    |
| ------ | ----------------- | ---- | ------- |
| Goud   | Manuela Schär     | SUI  | 1:28.17 |
| Zilver | Amanda McGrory    | USA  | 1:33.13 |
| Brons  | Susannah Scaroni  | USA  | 1:33.17 |
| 4      | Tatyana McFadden  | USA  | 1:35.05 |
| 5      | Chelsea McClammer | USA  | 1:35.05 |

1897 ·
1898 ·
1899 ·
1900 ·
1901 ·
1902 ·
1903 ·
1904 ·
1905 ·
1906 ·
1907 ·
1908 ·
1909 ·
1910 ·
1911 ·
1912 ·
1913 ·
1914 ·
1915 ·
1916 ·
1917 ·
1918 ·
1919 ·
1920 ·
1921 ·
1922 ·
1923 ·
1924 ·
1925 ·
1926 ·
1927 ·
1928 ·
1929 ·
1930 ·
1931 ·
1932 ·
1933 ·
1934 ·
1935 ·
1936 ·
1937 ·
1938 ·
1939 ·
1940 ·
1941 ·
1942 ·
1943 ·
1944 ·
1945 ·
1946 ·
1947 ·
1948 ·
1949 ·
1950 ·
1951 ·
1952 ·
1953 ·
1954 ·
1955 ·
1956 ·
1957 ·
1958 ·
1959 ·
1960 ·
1961 ·
1962 ·
1963 ·
1964 ·
1965 ·
1966 ·
1967 ·
1968 ·
1969 ·
1970 ·
1971 ·
1972 ·
1973 ·
1974 ·
1975 ·
1976 ·
1977 ·
1978 ·
1979 ·
1980 ·
1981 ·
1982 ·
1983 ·
1984 ·
1985 ·
1986 ·
1987 ·
1988 ·
1989 ·
1990 ·
1991 ·
1992 ·
1993 ·
1994 ·
1995 ·
1996 ·
1997 ·
1998 ·
1999 ·
2000 ·
2001 ·
2002 ·
2003 ·
2004 ·
2005 ·
2006 ·
2007 ·
2008 ·
2009 ·
2010 ·
2011 ·
2012 ·
2013 ·
2014 ·
2015 ·
2016 ·
2017 ·
2018 ·
2019 ·
2020 ·
2021 ·
2022